# Charlie Brown's All-Stars
Charlie Brown's All Stars (no Brasil, Você é o craque, Charlie Brown ou Você é um tapado, Charlie Brown [estúdio Maga] ou Todas as Estrelas de Charlie Brown [estúdio VTI]) é um desenho animado (especial de TV) dos Peanuts lançado em 1966 e exibido originalmente no canal estadunidense CBS, logo após o sucesso de A Charlie Brown Christmas. No Brasil foi exibido no SBT (nos anos 80) e na Record (2008), além de ter sido lançado em VHS (também nos anos 80) e mais recentemente em DVD.

## Sinopse
Após perder 999 jogos consecutivos, o time de baseball de Charlie Brown desiste de jogar. Como forma de levantar a moral do time, Charlie Brown consegue patrocínio e inclusive uniformes, porém é obrigado a recusar a proposta para não ter que abrir mão do Snoopy e das meninas, pois o contrato não permite que o time tenha meninas nem cães.

## Trilha Sonora
Composta por músicas do pianista Vince Guaraldi. A maioria das músicas tocadas no desenho são encontradas nos álbuns A Boy Named Charlie Brown e Charlie Brown Holiday Hits.